# Bathyporeiapus magellanicus
Bathyporeiapus magellanicus är en kräftdjursart som beskrevs av Schellenberg 1931. Bathyporeiapus magellanicus ingår i släktet Bathyporeiapus och familjen Haustoriidae. Inga underarter finns listade i Catalogue of Life.